# Gunung Kencana (plaats)
Gunung Kencana is een bestuurslaag in het regentschap Lebak van de provincie Banten, Indonesië. Gunung Kencana telt 3569 inwoners (volkstelling 2010).